# エヴリン・ハートリー
エヴリン・グレイス・ハートリー(Evelyn Grace Hartley, 1938年11月21日 - ?）は、アメリカ人の少女。1953年10月24日、ウィスコンシン州ラ・クロス郡にて謎の失踪を遂げた。2,000人の警察官が動員され、エヴリンの捜索活動が実施された。捜査当局は、3,500人を超える人物を尋問した。彼女は見付かっておらず、消息は不明のままである。

## 失踪
1953年10月24日、ラ・クロス州立大学の教授、ヴィゴ・ラスムッセン(Viggo Rasmussen)は、15歳の少女、エヴリン・ハートリーを雇い、生後20か月の娘の世話をさせることにした。エヴリンはこの日の午後8時半にラスムッセンの自宅から父・リチャードに向けて連絡する予定であったが、予定時刻を過ぎても娘からの連絡が無いため、リチャードはラスムッセンの自宅に何度も電話をかけたが、応答する者はいなかった。不安になった父・リチャードは、ラスムッセンの自宅まで車を走らせた。
ラスムッセンの自宅の建物の窓は、裏手にある地下室のそれを除いて全て施錠されていた。その窓の網戸は外されて外壁に立てかけられており、ラスムッセン家が所有している短い脚立が地下室の窓の付近に置かれていた。他の三つの窓には、いずれもこじ開けようとした形跡があった。その窓の周辺と庭の草叢の中に血痕が確認され、隣家の建物の壁には血まみれの手形が付いていた。地下室の窓枠と居間の床の上にはスニーカーの足跡があった。侵入の痕跡に加えて、地下室の窓の近くと庭の両方で血痕が見付かった。庭には二つの血だまりが確認され、染みの一つは直径18インチの大きさであった。ラスムッセンの邸宅から100フィート離れた車庫では、地面から約4フィートの高さの壁に血まみれの手形があった。家中の床の上に物品が散乱しており、居間にあった家具は乱雑に並べられていた。居間の床の上には、娘が履いていた靴の片方と、娘がかけていた眼鏡が置かれていたが、この眼鏡は壊れていた。もう片方の靴は地下室に落ちていた。建物の照明は付いたままで、エヴリンが面倒を見ていた生後20か月の赤子は無傷であり、ベッドの上で静かに寝息を立てていた。エヴリンの姿はどこにも見当たらなかった。

## 捜査
警察の放った追跡犬はエヴリンの残り香を追ったが、ラスムッセン家の北東の車道(Coulee Drive)で途切れていた。捜査当局は、「エヴリンは何者かに車で連れ去られた」「エヴリンが失踪したのはこの日の午後7時15分ごろだ」と考えている。近隣住民の一人は、この日の午後8時ごろ、明るい色の車が近所を旋回しているのを目撃した趣旨を証言した。別の地元住民によれば、午後7時ごろに悲鳴が聴こえたが、「子供たちが遊んでいるのだろうと思った」という。当局は、エヴリンが拉致されたのはその時間帯ではないか、と判断している。
エヴリンが失踪した数日後、ラ・クロス郡郊外の幹線道路14号線付近で、血に染まったエヴリンの白いパンティーとブラジャーが発見された。そこから4マイル離れた同じ幹線道路沿いで、血の付いた男性用ズボンが発見されたが、このズボンがエヴリンの失踪に関係しているかどうかは不明である。数日後、複数の場所で血の付いた男性用の衣服が発見された。
ラ・クロス郡の南東、クーン・バリー地域にて、血痕が付着したテニス用の靴が発見された。血痕の血液型を調べたところ、エヴリンのものと一致した。片方の靴の中には人間の毛髪が一本入っていた。これらの靴底には特徴的な円形の摩耗模様が残っており、この靴を履いていた者は「Whizzer」の単車を運転していたことを示唆している。捜査当局はこの靴はエヴリンを拉致した者たちが履いていたものだ、と確信している。
エヴリンの失踪の二日後、エド・ホーファー(Ed Hofer)という名の男性が名乗り出て、ある証言を残した。それによれば、10月24日の午後7時15分ごろ、西方向に向かって疾走していた1941年製か1942年製の緑色のビュイック(Buick)と衝突しそうになったという。ホーファーによれば、その車を運転していたのは男性で、後部座席にはもう一人の男性が少女を乗せており、その少女は前部座席に向かって前屈みで項垂れた状態で座っていたという。ホーファーによれば、（車の運転手と後部座席にいた人物を目撃する数分前に）その車に乗っていた者たちが、のちに血痕が発見された場所の近くを千鳥足で歩いていた姿も目撃したという。
1953年10月、法執行官、州兵、ボーイ・スカウト団員、ウィスコンシン大学ラ・クロス校の学生、これらの地元住民1.000人以上の人々が、エヴリンの捜索活動に参加し、民間空中哨戒部隊やアメリカ空軍も捜索に加わった。ラ・クロス郡にあるすべての車両を検査する計画案も組まれた。給油所の店員は、車体に血痕が付着していないかどうか確認するよう求められた。エヴリンが埋葬されていないかどうか確認するため、墓が開かれたこともある。1954年5月、エヴリンの失踪に関するさらなる情報を得るため、ラ・クロス地区に住む男子高校生に対して嘘発見器を使った大規模な検査が実施された。また、地方当局は学生と教職員1,750人を検査する予定であったが、この検査は批判を受け、300人が検査を受けたのち、中止された。
当時、ラ・クロス郡に住んでいたエド・ゲイン(Ed Gein)は「エヴリン・ハートリーの失踪に関与しているのではないか」と疑われたことがある。だが、エド・ゲインはエヴリンの失踪への関与については否定しており、嘘発見器も効果は無かった。捜査当局はプレイン・フィールドにあるゲインの自宅を捜索したが、エヴリンの遺体が発見されたことは無い。エヴリンが失踪した当日、ゲインはラスムッセンの自宅から数ブロック離れたところに住んでいた親戚の元を訪れていた。また、ゲインは1947年に失踪した8歳の少女、ジョージア・ウェックラー(Georgia Weckler)の失踪への関与を疑われたことがある。1957年11月、捜査当局は、エド・ゲインはエヴリンの失踪、ジョージアの失踪、いずれとも無関係である趣旨を発表した。
失踪したエヴリンを見つけ出すために発足した「The Charley Project」や「The Soddy-Daisy-Roots Project」では報奨金が提示され、6,600ドル（2022年の時点で7万2,000ドルに相当）に達した。
1970年代、エヴリンの両親はオレゴン州ポートランドに移住したのち、亡くなった。

## その後
2004年、メル・ウィリアムス(Mel Williams)という名の男性が、「1969年にとある酒場での会話を録音したテープがある」と名乗り出た。そのテープに録音された会話記録は、クライド・"タイウィー"・ピータースン(Clyde "Tywee" Peterson)という名の男がエヴリンの拉致について語っているものであった。それによれば、ピータースン、ジャック・ゴウルフェア(Jack Gaulphair)、匿名の第三者、この三人がエヴリンの失踪に関与していた。彼らはエヴリンを自分たちの友人の農場まで連れていったのち、ゴウルフェアが彼女を殺害し、その遺体はラ・ファージ(La Farge, Wisconsin)の森に埋めたのだという。テープに録音されていたピータースンによる話は、約7分間続いていた。メル・ウィリアムスがテープによる録音を始める際、酒場の店主は「タイウィー、君が攫った女の子のことを話して欲しい」と促した。ウィリアムスによれば、ピータースンについて、「彼のことが気に入ったんだ。愉快な人物でね。なんとも個性的な人だったので、会話を録音したくなったんだ」という。
ゴウルフェアは1967年12月25日に銃で自殺し、ピータースンは1974年に心臓発作を起こして死亡した。これら三名とも既に死亡している。
メル・ウィリアムスは、録音したテープを自宅に持ち帰った。2003年、作家のアンディ・トンプソン(Andy Thompson)がこの事件について調査していることを知るまで、ウィリアムスはテープの存在を忘れていたという。ウィリアムスはこのテープをトンプソンに手渡し、トンプソンはこの録音された内容をCDに焼き、それを捜査当局に提供した。当局は追跡調査を実施する趣旨を述べた。トンプソンによれば、「当局は、具体的にどのような捜査を行っているのかを話してくれない」という。

## 資料
- Evelyn Hartley – News archives 26 Oct 1953 to 27 Feb 1997

- Mass Lie Detector Tests Planned in Evelyn Hartley Case

- Police Hold man in Abduction Case

- Shoes of Abductor Found in Hartley Case

- Where's Evelyn? : the 1953 babysitter's kidnapping that shook the nation Author: Susan T. Hessel Publisher: Lessons from Life, La Crosse, WI, ©2005